# Метелица, Семён Борисович
Семён Борисович Метелица (при рождении — Соломон Борисович Ицкович; 23 сентября 1912, Верхнеудинск — 2 апреля 1974, Улан-Удэ) — русский советский поэт, прозаик, драматург и переводчик.

## Биография
В 1929 году окончил школу. Вступил в комсомол. Работал чернорабочим, землекопом, молотобойцем, формовщиком-литейщиком и механиком на заводе «Механлит».
Первые стихи размещались в 1928 году на страницах заводской стенной газеты «Тисочки». В 1933 году опубликована поэма «Кровавая метель».
Активно занимался спортом. В 1934 и 1935 годах группа лыжников во главе с Семеном Метелицей совершила переходы Верхнеудинск — Иркутск. С.Метелица был инициатором проведения лыжного перехода «Улан-Удэ — Москва». В 1935 году им была сформирована женская лыжная команда. Команда совершила тренировочный переход Верхнеудинск — Кабанск и два лыжных перехода Верхнеудинск — Кяхта и Верхнеудинск — Иркутск — Кутулик.
По доносу одного из руководителей спорта Верхнеудинска Метелица был отстранён от подготовки лыжного перехода, доносчик стал руководителем команды.
21 октября 1936 года с площади Революции стартовал лыжный переход Улан-Удэ — Москва. Пять девушек-лыжниц финишировали 6 марта 1937 года на московском стадионе «Динамо», пройдя 6045 км за 93 ходовых дня. Постановлением ЦИК СССР от 9 марта 1937 года все участники перехода были награждены орденами «Знак Почёта». Переход оказал большое влияние на развитие в Бурятии туризма и лыжного спорта.
В 1937 году арестовывался за избиение сотрудника редакции газеты «Бурят-Монгольская Правда». В газете критиковался «за устранение от бьющей ключом жизни социалистической Родины, увлечение „чистой“, беспредметной „лирикой“».
С 1938 года член Союза писателей СССР, с 1958 года член Союза журналистов СССР.
Служил в Красной армии. 1942 г., февраль поступает на службу в Улан-Удинском ГВК. Бурят-Монгольская АССР, г. Улан-Удэ. 
Наименование воинской части: 9 сп 94 сд,33 пад Прим. ВО
Войсковое звание: мл. лейтенант. Воинская часть 358 Ленинградская сд 113 ск 39 А. Приказ подразделения № 819  от 30.09.1945 г.  Издан ВС 39 А.
В годы Великой Отечественной войны прошел дорогами войны Дальний Восток и Маньчжурию, участвовал в разгроме японской Квантунской армии, работая в дивизионной газете. 
Участвовал в Советско-японской войне. Работал в дивизионной газете. С 1943 года член КПСС.
Дата окончания службы: 25.04.1947
За боевые заслуги он был награжден орденом Красной Звезды (приказ подразделения № 819 от 30.09.1945 г.), медалью "за победу над Германией в Великой Отечественной войне 1941-1945 г.г." и медалью "за победу над Японией".
В 1946—1947 годах городской и областной партактив называл С. Метелицу, А. Бальбурова и А. Уланова «прямыми отпрысками разгромленного в своё время ербановского буржуазно-националистического руководства республики», им инкриминировались «националистические выпады против советского строя, ленинско-сталинской идеологии, против социалистического строительства в Бурят-Монголии».
После войны публиковался в газетах, в журнале «Свет над Байкалом». Переводил с бурятского языка стихи бурятских поэтов Б. Д. Абидуева, Н. Балдано, Ц-Ж. Жимбиева, Ч. Цыденбаева, Г. Чимитова. Переводил с монгольского и корейского языков.

## Творчество
Поэзия: «Кровавая метель» (1933), «Трубачи» (журнал «Байкал» 1957 № 4). Сборники стихов «Смелость» (1936), «Дороги» (1940), «Сердце в пути» (1982), «Избранное. Юбилейное издание 100 лет»(2010) Отдельные стихи в коллективных сборниках и периодической печати.
Проза: «День» (1941), «Селенга» (1958), «Красная птица» (1963), «Огонь на ветру» (1973), «Старый друг» (1982): повести «Комсомольцы» (журнал «Байкал» 1958 год N 1), «Подруги», новеллы «Кордаон», «Полуночная симфония», рассказы «Великие перемены», «В первый раз», «Друзья по классу», «Жарки-жарочки» (журнал «Байкал» 1970 год N 1), «Коммунист», «Концерт», «Одержимые», «Плисточка» (1956), «Свадьба», «Селенга», «Слабый характер», «Степные песни», «Табун», «Тезки», «Юрта» и другие.
Драматургия: пьесы «Отец» (1939), «Межи» (1940), «Средний человек» (1947), «Жаворонок»(1953), «Судья»(1955) «Забайкальская быль (Конец семьи Шаралдая)» (в соавторстве с Н. Балдано, 1958), драма «Гражданин России» о жизни и деятельности декабриста Н. Бестужева в Старом Селенгинске (1973), музыкально-сатирическая комедия «Дарлик»(1973) и другие. Пьесы Метелицы ставились в Русском драматическом театре в Улан-Удэ.
Публицистика: «Неотправленное письмо» (1956), «На крутом берегу Селенги: об истории Улан-Удэнского завода „Электромашина“» (журнал «Байкал» 1972 № 2).

## Семья
Жена — Клариса Платоновна Метелица (урожд. Шпаковская; 6.11.1912 — ?).
Дети:
- Юлий (р. 9.11.1934)
- Алла (р. 23.5.1937)
- Борис (р. 21.11.1938) — глава комитета по физкультуре и спорту города Усть-Илимск, декан факультета физической культуры филиала Иркутского педуниверситета в Усть-Илимске.